# Vincentia novaehollandiae
Vincentia novaehollandiae és una espècie de peix pertanyent a la família dels apogònids.

## Hàbitat
És un peix marí, associat als esculls costaners i de clima temperat.

## Distribució geogràfica
Es troba al sud-oest del Pacífic: és un endemisme d'Austràlia.

## Observacions
És inofensiu per als humans i de costums nocturns.